# Ulica Gospodarcza w Lublinie
Ulica Gospodarcza w Lublinie – arteria komunikacyjna w lubelskiej dzielnicy Tatary. Powstała w 1969 roku, jako łącznik ulic: Łęczyńskiej i Hutniczej z ul. Mełgiewską. Jej długość wynosi 1350 m. Znajduje się przy niej kościół parafialny pw. Matki Bożej Królowej Polski i obecnie nieczynny dworzec kolejowy Lublin-Północ.

## Przebieg
Ulica rozpoczyna się w miejscu połączenia się nienazwanej uliczki dojazdowej z ulicą Hutniczą i kilka metrów dalej skręca na północny wschód. Początkowo jest dwujezdniowa, lecz w okolicach połączenia się z inną ulicą, staje się jednojezdniowa. Kilkadziesiąt metrów dalej krzyżuje się z kolejną nienazwaną uliczką i znowu staje się dwujezdniowa. Następnie odchodzą od niej dwie kolejne nienazwane ulice i za połączeniem się z ulicą Kresową, znowu staje się jednojezdniowa. Później łączy się z następną ulicą dojazdową i około 20 metrów dalej, łączy się z dojściem pieszym z ulicy Motorowej. Potem krzyżuje się z ulicą Mełgiewską, a 200 metrów dalej odchodzi od niej następna ulica dojazdowa. Ulica jest ślepa i kończy się w rejonie zakładów mięsnych „Cioczek”.

## Komunikacja miejska
Ulicą kursują następujące linie MPK Lublin:

### Autobusowe
na odcinku od Hutniczej do Mełgiewskiej: 1, 34, 36, 45, 47, N2, 909, CA1.

### Trolejbusowe
na odcinku od Hutniczej do Mełgiewskiej: 155, 159, 951.